# 圣尼科洛-达尔奇达诺
圣尼科洛-达尔奇达诺（義大利語：San Nicolò d'Arcidano）是意大利奥里斯塔诺省的一个市镇。总面积28.36平方公里，人口2830人，人口密度99.8人/平方公里（2009年）。ISTAT代码为095046。